# Geheimsache
Geheimsache (Originaltitel: Secret Défense) ist ein Film von Jacques Rivette aus dem Jahr 1998.

## Handlung
Paris, Ende der 1990er Jahre. Sylvie Rousseau ist beruflich tätig in einem Forschungslabor. – Sylvies Bruder Paul behauptet seiner Schwester gegenüber, Beweise dafür in der Hand zu haben, dass der Tod ihres Vaters vor etwa fünf Jahren nicht – wie bisher angenommen – ein Unfall war. Ihr Vater war ums Leben gekommen beim Sturz aus einem Zug. Ein Foto, an das Paul gelangt ist, belegt oder lässt jedenfalls vermuten, dass ihr Vater aus dem Zug gestoßen wurde, und zwar von seinem damaligen Geschäftspartner und jetzigen Nachfolger bei PAX Industrie: Walser.
Sylvie schenkt Pauls Behauptungen zunächst keinen Glauben, ist dann aber nach einem Besuch bei PAX Industrie und nach einem Hinweis auf eine falsche Zeugenaussage sich auch sicher, in Walser den Mörder ihres Vaters vor sich zu haben.
Paul liegt nach einem Unfall im Krankenhaus. Und so macht sich die mit einem Revolver bewaffnete Sylvie auf den Weg nach Chagny, zum dort gelegenen Haus ihrer Kindheit. Dies wird inzwischen, wenn er sich nicht in Paris aufhält, bewohnt von Walser. Aber Walser ist nicht allein im Haus. Bei ihm ist seine Sekretärin, zugleich seine Geliebte, Véronique. Sylvie richtet den Revolver auf Walser, Véronique wirft sich dazwischen, Sylvie drückt ab, erschießt Véronique.
Am nächsten Morgen. Als Sylvie aufwacht, hat Walser schon alles Nötige getan, um alles wie ungeschehen aussehen zu lassen. Marthe, die Haushälterin, hat nichts mitbekommen, und zu Sylvie sagt Walser: Ein Unfall, so etwas passiere. Immer wieder ist jetzt die Rede vom ebenfalls Jahre zurückliegenden Tod von Sylvies älterer Schwester Elisabeth. Paul taucht am Haus in Chagny auf. Sylvie weiht ihn ein, dass sie nicht Walser, sondern dessen junge Geliebte erschossen habe. Walser selbst besucht Geneviève Rousseau in ihrem nicht weit entfernt gelegenen Atelier. Aus ihrem Wortwechsel ist zu entnehmen, dass sie mehr für Walser bedeutete als nur die Frau seines ehemaligen Geschäftspartners. Sie reden über jene Sache, die nun fünf Jahre zurückliegt, und er erklärt ihr, dass ihre Kinder wüssten oder jedenfalls ahnten, was damals wirklich passiert sei.
Drei Tage später. In Walsers Büro meldet sich eine Mademoiselle Lukachevsky an. Es ist Ludivine, die ihr zum Verwechseln ähnlich sehende Zwillingsschwester von Véronique, die sich sorgt, warum es kein Lebenszeichen von Véronique gebe. Walser umgarnt sie förmlich, verführt sie, aber die Besorgnis Ludivines kann er nicht zerstreuen. Bei Sylvie beichtet Walser, dass er tatsächlich vor fünf Jahren ihren Vater getötet habe, aber warum – das könne sie nur von ihrer Mutter erfahren. Schließlich treffen sich Sylvie und ihre Mutter. Sie, Geneviève, erklärt Sylvie nun endlich, dass Walser ihren Mann, den Vater Sylvies, getötet habe für sie, damit nicht sie zur Mörderin werde. Der Vater habe Sylvies Schwester Elisabeth verkaufen wollen.
Zurück im Haus in Chagny. Ludivine ist inzwischen überzeugt, Walser habe Véronique ermordet. Sie weiß, wo im Haus ein Revolver zu finden ist. Ludivine richtet den Revolver auf Walser, Sylvie wirft sich dazwischen, Ludivine drückt ab, erschießt Sylvie.

## Hintergrund
Geheimsache ist eine moderne filmische Adaption des Elektra-Mythos, in dem es darum geht, dass Elektra die Ermordung ihres Vaters Agamemnon rächen will. Rivette und seine Drehbuchautoren orientierten sich wesentlich an Jean Giraudoux’ Version des Stoffes in seinem Theaterstück Électre aus 1937.
Der Originaltitel Secret Défense bezeichnet im Französischen die Klassifizierung eines militärischen Dokuments als geheimhaltungspflichtig. – Als Ludivine bei PAX Industrie auftaucht und sie beim Hinausgehen einen Blick auf die Fertigung werfen will, hält Walser ihr die Augen zu und gebraucht genau diesen Ausdruck: „Secret Défense“.

## Kritik
„[Es] gelingt […] Jacques Rivette souverän, die dichte Intensität Hitchcockscher Handlungs- und Stilelemente mit einer tiefgründigen Meditation über die Tragik in der menschlichen Existenz in Einklang zu bringen, wobei sich Spiel und Ernsthaftigkeit auf höchst anregende Weise durchdringen.“

„Jacques Rivette hat einen Genrefilm gemacht, einen Krimi, aber es ist unverkennbar ein Film von Rivette. Er beachtete zwar die Genre-Regeln, lässt diese aber letztlich hinter sich und erschafft pure Kino-Magie.“